# 出版節
出版節是中華民國出版業設立的節日，日期是每年的3月30日。1924年（民國13年）3月30日，孫中山親撰《三民主義》序文、並於當日出版《三民主義》。在38年後的1962年（民國51年），中華民國出版業報請政府核准以3月30日為出版節、並以1962年作第一屆，以紀念孫中山的三民主義序文。《第一屆出版節宣言》則是由世界書局副總經理蔣紀周編撰。
中華民國出版業於1973年3月30日，也就是第十二屆出版節，成立中華民國圖書出版事業協會。自此以後，出版協會會在每年的3月30日前後舉辦大會與相關慶祝活動。